# Meinarti
L'ile de Meinarti (également Mainarti ) est située sur le Nil au nord immédiat de la deuxième cataracte, à quelques kilomètres en amont de la ville frontalière soudanaise de Wadi Halfa. Sur l'île se trouvait une colline artificielle de 175 m de long et de 12,5 m de haut, constituée de 18 strates archéologiques témoignant de six phases distinctes d'occupation. Chaque phase a été suivie d'une période d'abandon puis d'une reconstruction complète. Pour toutes les phases, les structures découvertes étaient construites en briques d'adobe. Meinarti a été fouillé par William Yewdale Adams (en) (Université du Kentucky) de 1962 à 1964, avant de disparaitre durant les années 1960 sous les eaux du lac Nasser après la construction du barrage d'Assouan.

## Sources écrites
L'ile de Meinarti correspond probablement à l'ile de Michael mentionnée par les auteurs arabes tels Maqrizi ou Abu Salih. Ce dernier y note l'existence d'un grand monastère dédié à Saint-Michel et Saint Cosme et la présence d'un gouverneur appelé le "seigneur de la montagne" (probablement l'éparque de Nobatie). L'histoire des Mameluks de Mufazzal mentionne l'île comme étant sous le contrôle du sultan Baybar au même titre que Faras et Serra.

## Études et fouilles archéologiques
Le site a été décrit et visité dès le début du XIXe siècle par Jean Louis Burckhardt (Travels in Nubia, 1819, p 42) et Frédéric Cailliaud (Voyage à Méroé, I, 1826, p 324), puis durant la première moitié du XXe siècle par Somers Clarke et Monneret de Villard (La Nubia medioevale, tome I, p 217-21). 
Une première fouille eut lieu en 1955, organisée par le service des antiquités du Soudan, mais c'est surtout à partir de 1962 qu'une grande campagne de fouilles lancée par l'Unesco a débuté sous la direction de William Yewdale Adams (en) et Ans-Ake Nordström.

## Histoire

### Phase 1
La première occupation, phase 1 (= niveaux 17 à 18), correspond à la dernière période méroïtique du royaume de Koush (fondation du village vers 300 av. J.-C.). Les vestiges découverts comprennent trois bâtiments publics ou commerciaux de construction massive, mais aucune résidence. Le plus grand bâtiment était trop mal conservé pour une interprétation définitive, ce pourrait être un temple. Les deux autres se sont révélés être un marché fortifié composé de magasins de chaque côté d'une place, et peut-être un pressoir à vin (une autre hypothèse lui attribuerait plutôt une fonction liée aux bain). Il ne fut utilisé que durant une brève période, et fut abandonné et rempli d'ordures bien avant la fin de la phase 1. Cette phase semble se terminer  par une destruction liée à une crue du Nil. 

### Phase 2
Les ruines furent entièrement recouvertes de sable avant le début de la phase 2 (niveaux 14-16). Celle ci aurait débuté vers 350 après J.-C., c'est-à-dire lorsque le riche royaume de Koush s'effondre. Les vestiges de cette phase ne ressemblent en rien à ceux de la phase 1, ils consistent en un groupe restreint de petites habitations paysannes irrégulières. Ces niveaux ont été attribués au Groupe X (post-méroitique). Le temple de la phase 1 aurait été détruit à cette époque. Le site est abandonné probablement durant le Ve siècle et de nouveau recouvert de sable.

### Phase 3
La phase 3  (niveaux 11-13) voit le site réoccupé vers 650 après J.C., la Nubie est alors devenue chrétienne. Les vestiges de cette phase étaient extrêmement mal conservés, seuls quelques murs dépassant rarement 40 cm subsistaient, conséquence d'inondations répétées du site. L'ile semble avoir été de nouveau occupée par un village paysan, bien que les fondations de quelques bâtiments plus importants aient été observées. La première église de Meinarti étaient clairement reconnaissable, son sol était recouverts de pavés sombres comportant un motif en croix plus clair au centre. L'église, dans sa première construction, avait un plan curieusement biaisé, les coins s'écartant de plus de 15 degrés d'un angle droit, elle fut rapidement reconstruite avec un plan plus régulier. Elle comprenait une nef terminée par une abside à l'est, une rangée de piliers de briques séparait la nef de ses deux bas-côtés, les piliers supportaient probablement un dôme central. Contrairement à tous les autres bâtiments de Meinarti, elle est restée en service pendant les périodes suivantes (phases 3 à 5), de nombreuses modifications ayant été rendues nécessaires à cause de l'accumulation constante de sable.
La présence d'un monastère, bien qu'envisagée, n'a pas été clairement attestée durant les fouilles.

### Phase 4
La phase 4 (niveaux 7 à 10) a probablement commencé vers 950 après J.C. A cette époque, la Nubie chrétienne entretenait des bonnes relations avec l'Égypte fatimide. Un nouveau village paysan apparait mais avec des maisons beaucoup plus spacieuses que durant la phase précédente. La maison typique disposait d'une grande pièce en façade, d'une ou deux petites pièces de stockage à l'arrière, et d'un passage en forme de L longeant le bâtiment et débouchant sur des latrines, avec des toilettes en céramique. Ce type d'architecture n'avait jamais été observé auparavant en Nubie. L'une des maisons était vraisemblablement la résidence d'un fonctionnaire important ; sa pièce principale était blanchie à la chaux et ornée de plusieurs inscriptions protectrices, elle comportait quatre pièces de stockage. Ces maisons étaient bien conservées, certaines jusqu'au niveau des toitures d'origine. L'établissement fut néanmoins à nouveau abandonné après un siècle ou deux, et les maisons furent complètement enfouies sous le sable.

### Phase 5
La phase 5 (niveaux 3 à 6) débute vers 1200 après J.C. Les conditions politiques et militaires étaient alors incertaines, la menace d'invasion égyptienne était constante et des querelles dynastiques secouaient le royaume. Meinarti prend une nouvelle importance stratégique durant cette période, l'Eparque de Nobatie (vice-roi du nord de la Makurie) y résidait parfois, sa résidence principale restant néanmoins Qasr Ibrim. Les vestiges archéologiques sont tout à fait différents de ceux des phases précédentes : au dessus de l'ancien village a été construit un vaste complexe de plus de 80 pièces contiguës. Elles étaient assez petites, mais au centre se trouvait un ensemble de grandes pièces aux murs blanchis à la chaux, l'une des pièces était décorée de peintures murales en rouge, jaune et noir. Le sujet de ces peintures était plutôt décoratif et constitué de motifs abstraits, caractéristique totalement différente des peintures murales découvertes dans les églises nubiennes. Aucune des pièces, grandes ou petites, ne présentait de vocation résidentielle. Le complexe avait probablement été construit pour l'usage de l'Eparche. Les plus petites pièces, construites en pierres, auraient pu être destinées à stocker les marchandises en transit sur le Nil. Au complexe s'ajoutaient au moins trois maisons dont le plan était similaire à celui des maisons de la phase 4 mais avec un mode de construction plus robuste.
Un petit monastère aurait pu être construit dans la partie sud du village à cette époque.
Des peintures murales datant de la dernière reconstruction de l'église (niveau 6) étaient visibles mais extrêmement abimées par les crues successives du Nil. Le style de ces peintures était proche de celles découvertes dans la cathédrale de Faras. Les murs de l'église portaient également d'innombrables inscriptions en grec et nubien ancien.
Le village aurait subi des attaques au XIIIe siècle, les maisons sont fortifiées et une partie des peintures murales de l'église aurait été effacées à cette époque. 
La phase 5 prend fin lorsque, en 1365 après J.C, l'Eparque ordonne l'évacuation du nord de la Nubie en raison d'une invasion des mamelouks d'Egypte.

### Phase 6
La phase 6 (niveau 2) commence vers 1400 après J.C. La Makurie et l'Alodie avaient alors disparues à la suite de leur envahissement par des tribus nomades. La Nobatie (province du Nord de la Makurie) avait survécu en tant que royaume indépendant, sauvé de l'invasion nomade par le manque total de pâturages dans le désert environnant. Le seul bâtiment découvert pour cette phase était une maison fortifiée (castle-house) en briques d'adobe avec de hautes chambres voûtées. Le bâtiment comportait, à l'origine, deux étages. Une douzaine de bâtiments similaires furent érigés dans cette région à la fin du Moyen Âge. Les pièces de vie, y compris les toilettes, se trouvaient à l'étage supérieur, tandis que l'étage inférieur étaient conçus pour le stockage. Une des particularités de ces structures était que certaines des pièces du rez-de-chaussée n'avaient pas d'entrées, elles n'étaient accessibles que par l'étage supérieur. Les maisons fortifiées ont longtemps été supposées être d'origine ottomane, mais l'exemplaire trouvé à Meinarti comportait une inscription en grec mentionnant les noms MIXAEL RAPHAEL GABRIEL, répétée tout au long des murs d'une pièce, attestant clairement une origine chrétienne. Ce bâtiment et d'autres identiques ont continué à être utilisés durant la période ottomane. Presque toutes ces maisons fortifiées ont été construites sur des îles, vraisemblablement pour des raisons de sécurité. Sur tous les autres sites, elles étaient accompagnés d'habitations plus classiques, ce devait sûrement être le cas à Meinarti, bien qu'aucune n'ait été découverte. Le niveau le plus élevé de la colline était soumis à une érosion éolienne et à un affaissement continu, ce qui expliquerait la disparition de ces habitations.
L'abandon définitif de Meinarti en tant qu'établissement nubien a probablement coïncidé avec la fin de la civilisation chrétienne, vers 1500 après J.C. Vers 1890, la garnison anglo-égyptienne de la ville voisine de Wadi Halfa détruisit la majeure partie de l'étage supérieur de la maison fortifiée de Meinarti et y installa une plate-forme d'artillerie (niveau 1 des fouilles). 